# Ritona
Ritona, auch Pritona war eine keltische Göttin, der im vicus Contiomagus (Pachten, Ortsteil von Dillingen/Saar) und im Tempelbezirk im Altbachtal in Augusta Treverorum (Trier) ein Tempel gewidmet war. Aber auch im südfranzösischen Uzès wurde eine Weiheinschrift für sie gefunden.

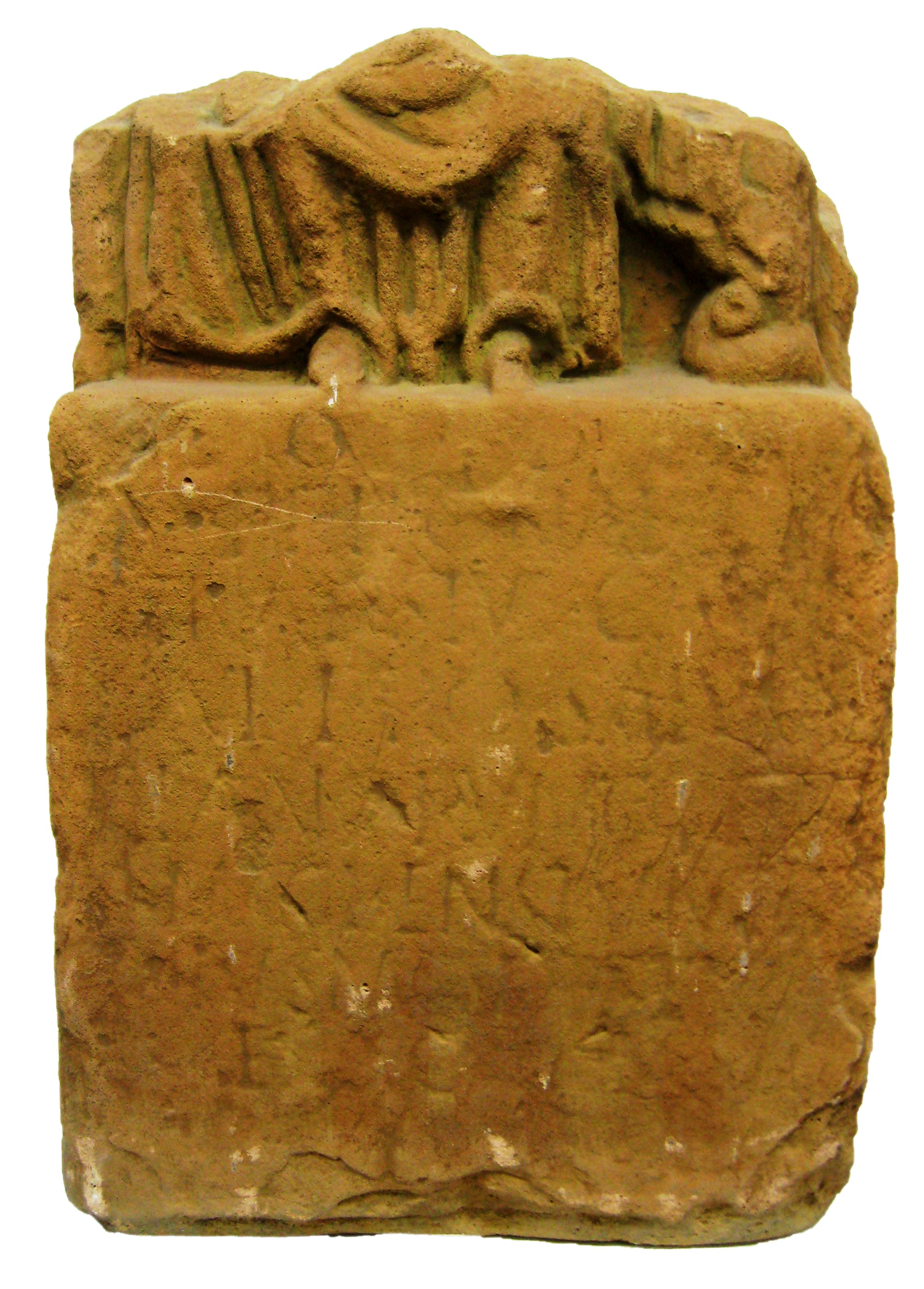
Contiomagusstein
O.D. [e]t Pritonae Divinae sive Ca[---]ioni pro salute vikanorum Contiomagiensium Tertinius Modestus f(aciendum) c(uravit) v(otum) s(olvit)
Der göttlichen Pritona oder Ca...ioni zum Heile der Bewohner von Contiomagus hat Tertinius Modestus für die Herstellung gesorgt und ein Gelübde eingelöst

## Etymologie
Bei den Treverern im Raume Trier kamen beide Schreibweisen des Namens – Ritona und Pritona – vor. Laut Helmut Birkhan hat hier die Lautentwicklung zu ri noch vor dem Verlust des p stattgefunden. Die Form Pritona (vollständig Dea Ritona Pritona) weist ein erhaltenes p auf, was verwirrend wirkt. Hier handelt es sich um einen Doppel- oder Übersetzungsnamen, wobei der zweite Name dem Vokalismus nach keltisch ist, das erhaltene p allerdings auf eine Volksgruppe hinweist, die nur einen Teil der charakteristischen keltischen Lautwandlungen mitgemacht hat. Näheres über diese Ethnie ist unbekannt.

## Mythologie
Ritona war eine Schutzgöttin des Wasserlaufes und der Furt (-ritum „Furt“) durch die Saar bei Contiomagus. Sie wird auch als Gottheit des Handels gesehen, denn Olmsted liest die Namensvariationen als Ableitungen von altirisch renaid („verkauft“) und crenaid („kauft“). Dies ist allerdings nicht unumstritten.
Bei Ausschachtungsarbeiten am 22. Oktober 1955 wurde der Contiomagus-Stein (s. rechts) gefunden. Der Sandsteinblock war offenbar von seinem ursprünglichen Aufstellungsort entfernt und in einem Eckturm des römischen Kastels als Fundamentteil eingemauert worden.
Ob ein Zusammenhang mit der Göttin Rotona besteht, ist nicht belegt.